# Erik Gustafsson (jugador de hockey)
Erik Gustafsson (nacido el 15 de diciembre de 1988) es un jugador profesional de hockey sobre hielo sueco, que juega para los Kloten Flyers de la National League A (NLA).

## Carrera deportiva
Gustafsson firmó un contrato de tres años con los Philadelphia Flyers el 31 de marzo de 2010, después de jugar tres temporadas de hockey universitario en Northern Michigan University. Gustafsson debutó en la NHL el 26 de febrero de 2011, contra los Ottawa Senators, sustituyendo a Chris Pronger, quien se había lastimado la mano derecha.
Gustafsson marcó su primer gol en la NHL contra Ryan Miller de los Buffalo Sabres el 16 de febrero de 2012.
Después de la temporada 2013/14 de la NHL, Gustafsson firmó con los Avangard Omsk de la Liga Continental de Hockey. En la temporada de 2014-15, Gustafsson inmediatamente se estableció a sí mismo entre la línea azul con Omsk, terminando segundo entre los defensas con 22 puntos en 56 partidos.
A pesar del temprano interés de fuera de temporada de la NHL, el 17 de julio de 2015, Gustafsson abandonó Omsk como un libre de agente con un contrato de un año con el club suizo, Kloten Flyers de la NLA.